# Oruzodes flavilunata
Oruzodes flavilunata là một loài bướm đêm trong họ Noctuidae.